# Coproica digitata
Coproica digitata är en tvåvingeart som först beskrevs av Oswald Duda 1918.  Coproica digitata ingår i släktet Coproica och familjen hoppflugor. Inga underarter finns listade i Catalogue of Life.